# Zdeňka Holisová
Zdeňka Holisová (* 12. November 1979) ist eine frühere tschechische Crosslauf-Sommerbiathletin.
Zdeňka Holisová nahm erstmals 2000 in Chanty-Mansijsk an Sommerbiathlon-Weltmeisterschaften teil und wurde Elfte im Sprint sowie 12. im Verfolgungsrennen. Drei Jahre später kamen in Forni Avoltri die Ränge 15 im Sprint, 13 im Verfolgungsrennen sowie elf im Massenstartrennen hinzu. Die Staffel, zu der neben Holisová auch Pavla Matyasová, Lada Dušková und Kateřina Minárová gehörten, kam nicht ins Ziel. 2004 startete die Tschechin nochmals in Osrblie. In Sprint und Verfolgung erreichte sie 12. Plätze und wurde 15. im Massenstart. In manchen Siegerlisten wird Holisová fälschlicherweise als Siegerin des Weltmeisterschaftssprints 2003 geführt. Hier wurde bei der Auswertung allerdings die Startnummer mit der Platzierung verwechselt.